# Mars 2011

## Faits marquants
Catastrophes au Japon :
- 11 mars : un violent séisme d'une magnitude de 9 frappe le Japon.
- Après ce séisme, un tsunami dévaste les régions de Sendai, Fukushima... dans l'Est du pays.
- La centrale nucléaire de Fukushima est gravement touchée.
- Face à cette catastrophe, « la plus grave  du Japon depuis la Seconde Guerre mondiale », l'empereur japonais Akihito fait une apparition télévisée, ce qui ne s'était pas produit depuis celle de son père Hirohito.

Autres :
- 6 mars : élections législatives en Estonie.
- Le 15 mars, un premier rassemblement d'une cinquantaine de personnes a lieu devant le palais de justice de Deraa, c'est la date qui marque le début de la révolution syrienne contre le régime de Bashar Al Assad
- 20 mars : Israël confirme l’enlèvement de Dirar Abu Sisi, directeur technique de la centrale électrique de la bande de Gaza[1].
- 18 mars : début du massacre d'Allende opéré par le cartel de Los Zetas[2].
- Du 24 au 29 mars : massacre de San Fernando au Mexique. 193 civils sont assassinés par le cartel de Los Zetas.
- 25 mars : création du service interarmées des munitions de l'armée française.
- 31 mars : Mayotte devient département français.

## Culture

### Musique
- 14 mars : sortie du nouvel album des Fatals Picards, "Coming Out".

### Télévision
- 31 mars : création de Libya al-Ahrar TV, chaîne de télévision libyenne